# كليبس
كليبس (بالإنجليزية: Clipse)‏ وهي فرقة غناء هيب هوب أمريكية تشكلت منذ سنة 1992 في فيرجينيا في الولايات المتحدة. تتكون الفرقة من بوشا تي ونو ماليس.

## روابط خارجية
- كليبس على موقع IMDb (الإنجليزية)
- كليبس على موقع ميوزك برينز (الإنجليزية)
- كليبس على موقع رولينغ ستون (الإنجليزية)
- كليبس على موقع أول ميوزيك (الإنجليزية)
- كليبس على موقع ديسكوغز (الإنجليزية)